# Stadion Dasaki
Stadion Dasaki (gr. Στάδιο Δασάκι) – stadion piłkarski w Achnie, na Cyprze. Został otwarty w 1997 roku. Pojemność trybun wynosi 7000 miejsc. Swoje mecze w charakterze gospodarza rozgrywa na nim Ethnikos Achna.